# Toilet
 "WC" omdirigeres hertil. For den amerikanske rapper WC, se WC (rapper).
Toilettet (også kaldet wc – akronym for Water Closet – heraf det fordanskede vandkloset) er en del af et affaldssystem, der primært bruges til at bortskaffe kropsligt affald fra mennesker: Afføring, urin, opkast. Toiletter tillader oftest også at der bortskaffes toiletpapir samtidig. Toilettet er tilsluttet vand og et spildevandssystem f.eks. en offentlig kloak eller en septiktank.
Ordet toilet bruges både om selve kummen, man sidder på/står ved, og om lokalet med kummen. Lokalet kaldes med eufemi også badeværelset. 
Et lokum i eget lille hus, kaldes også et das.

## Historie
Toiletter fandtes så tidligt som det 3. årtusinde f.Kr..
Husene på stenalderbopladsen Skara Brae på Orkney havde toilet med vand.
Befolkningen i Harappa i Pakistan havde i deres boliger vandskyllende toiletter, der var forbundet med et kloaksystem i brændte lersten. Der fandtes også toiletter i det gamle Egypten, Persien og Kina. I Romerriget var toiletter nogle gange en del af de offentlige bade.
Christian 4. havde et toilet med vandskyl på Rosenborg Slot.

## Hvordan toilettet virker
Grundlæggende har man et lager af vand i cisternen (typisk 6-15 liter), som man sender ned gennem toiletskålen, og derved skylles denne ren. Vandet tager så afføring, urin eller andet med sig ned i rørsystemet og transporterer det til rensningsanlægget. 
Toiletter kan aktiveres på forskellige måder ved betjening af en knap eller et greb, men fælles for dem alle er (oftest) at man løfter en stor prop i bunden af cisternen, så vandet kan løbe hurtigt ud i toiletskålen. Når cisternen er tom, sørger en mekanik med flydere og vippearme derefter for at lukke proppen i bunden af toilettet, og åbne for en lille ventil i toppen som lukker frisk vand ind i cisternen. Når vandet når et vist niveau, lukker den igen, og toilettet er nu klart til et nyt skyl. Proppen i bunden holdes i den simpleste version på plads af vandtrykket på den. 
Der findes et utal af varianter af denne mekanik, herunder også vandbesparende toiletter med stort eller lille skyl, hvorved et separat sæt flydere kan aktiveres til kun at sende en del af vandet ud (denne del kan som regel justeres), og der findes toiletter som aktiveres ved knapper med lufttryk i gummislanger fremfor traditionel mekanik - herved fås større bevægelsesfrihed til placering af betjeningsknapper. 
Selve toiletskålen er som regel tragtformet, da det accelererer vandet og sikrer en god udskylning. 
Under selve skålen ses ofte en vandlås, hvor afløbsrøret buer før tilslutningen til det øvrige afløbssystem. Det sikrer, at der altid står vand i bunden af toiletskålen, hvilket virker som en prop mod lugte fra afløbssystemet.

## Typer
I Danmark benyttes flere hovedtyper af "toiletter" til hjemmet:
- Det højtskyllende, hvor cisternen hænger højt over selve kummen (undertiden helt oppe ved loftet) og skyllet aktiveres med en kæde (heraf kaldenavnet "træk og slip"). Den betragtes i dag som gammeldags.[kilde mangler]
- Det gulvmonterede toilet, hvor cisterne og skål er bygget sammen.
- Det væghængte toilet hvor cisternen sidder helt eller delvist skjult i væggen, så kun en betjeningsplade kan ses. I lette vægge vil der sidde et stativ til at bære toiletskålen. Cisternen serviceres gennem denne plade, og der kan sidde betjeningsgreb på den.

Ud over dem ses varianter og kombinationer som væghængte toiletter med synlig cisterne, børnetoiletter i mindre størrelse, toiletter tilsluttet en kværnpumpe (hvor afløbsinstallationen kræver dette), eller pedaldrevne toiletter (typisk ombord på mindre skibe, hvor toilettet tømmes ved pumpning fremfor skyl). Desuden findes transportable toiletter til brug på markeder og festivaler ("festivaltoiletter"), ved bygningsrenovering osv.
I sydlige lande som i Frankrig, Rumænien, Tyrkiet og mange asiatiske lande findes toiletter, som stort set er plane med gulvet. På dansk Pedallokum. 
Man kan ikke sidde på det, men skal enten stå eller skræve over det. De fleste toiletter af denne type har indbygget vandskyllefunktion, ellers vil der ofte være en vandhane på væggen med slange eller en lille spand, der kan fyldes og bruges til udskylning.
"Almindelige" toiletter i Tyrkiet (af den "gulvstående" type) har ofte indbygget hane til rengøring. 
Japanske toiletter kan have avancerede mekanismer som lufttøring, indbygget spuling, varme i sædet, elektrisk betjening m.v..

## Galleri
- Offentligt toilet i Bangladesh
- Toiletter fra det antikke Rom
- Offentligt betalingstoilet
- Transportabelt pissoir til f.eks. koncerter og festivaler.
- Pedallokummer
- Toilet i et fly B747
- Offentligt toilet i Berlin